# Александер Андре
Александер Андре (нім. Alexander Andrae; 27 квітня 1888, Кезлін — 3 квітня 1979, Вісбаден) — німецький воєначальник, генерал артилерії, генерал авіації, в роки Другої світової війни — військовий губернатор грецького острова Крит. Політичний діяч ФРН. Воєнний злочинець.

## Біографія
У 1906 році вступив в німецьку армію. Учасник Першої світової війни.
Після закінчення війни, залишився в рейхсвері, вийшов у відставку в 1920 році. Потім до 1935 року служив в органах внутрішніх справ, після чого знову вступив в армію.
З серпня 1936 на службі в Люфтваффе. Інспектор навчальних закладів та авіаційних училищ (1.02.1938—25.08.1939 і 1.10.1939—7.03.1940).
Після початку Другої світової війни перебував на командно-штабних посадах Люфтваффе в Польщі, Данії, на Балканах і на Криті.
Взяв активну участь в Польській кампанії, окупації Данії, Балканській кампанії і операції на Криті.
У червні 1941 року призначений Верховний головнокомандувачем і губернатором Крита. Під його командуванням тисячі мирних жителів Криту були замучені або страчені.
Восени 1942 року Андре отримав призначення в Імперське міністерство авіації і залишив Крит генералу Бруно Брауеру.
У травні 1943 року відправлений у відставку, проте в квітні 1945 знову призваний на військову службу з призначенням в 4-ту танкову армію.
Після капітуляції Німеччини в травні 1945 року Андре був заарештований англійцями, а потім екстрадований до Греції, де постав перед судом за воєнні злочини на острові Крит.
У 1947 році був засуджений до чотирьох довічних ув'язнень, але, провівши чотири роки в тюрмі, був випущений в січні 1952 року.
Вийшовши на свободу, зайнявся політичною діяльністю і незабаром став одним з найвидніших політиків правого крила ФРН. Був одним із засновників Німецької імперської партії.

## Підвищення по службі
- 27.01.1908 — Лейтенант
- 28.11.1914 — Обер-лейтенант
- 18.12.1915 — Гауптман
- 01.02.1920 — Поліцай-гауптман
- 13.07.1921 — Поліцай-майор
- 31.03.1933 — Поліцай-оберст-лейтенант
- 20.04.1934 — Поліцай-оберст
- 15.10.1935 — Оберст
- 01.01.1938 — Генерал-майор
- 01.01.1940 — Генерал-лейтенант
- 01.07.1941 — Генерал авіації
- Квітень 1945 — Генерал артилерії

## Нагороди
- Залізний хрест 2-го і 1-го класу
- Сілезький Орел 2-го і 1-го ступеня
- Почесний хрест ветерана війни з мечами
- Медаль «За вислугу років у Вермахті» 4-го, 3-го, 2-го і 1-го класу (25 років)
- Медаль «У пам'ять 1 жовтня 1938» із застібкою «Празький град»
- Комбінований Знак Пілот-Спостерігач
- Застібка до Залізного хреста 2-го і 1-го класу